# Balclutha simplex
Balclutha simplex är en insektsart som beskrevs av Knight 1987. Balclutha simplex ingår i släktet Balclutha och familjen dvärgstritar. Inga underarter finns listade i Catalogue of Life.